# Gary Osborne
Gary Osborne (Londra, 1949) è un paroliere e musicista britannico.

## Biografia
Nasce nel Regno Unito, anche se viene educato in Svizzera; è introdotto nel mondo della musica all'età di quindici anni (agli inizi della sua carriera fa anche parte di una band come musicista).
Gary diviene parte dello staff A&R della RCA Records, componendo diversi jingle per la pubblicità (per esempio per la Pepsi, la Shredded Wheat e la Abbey National). Inoltre, inizia a lavorare con la cantante Kiki Dee (è suo il testo del brano Amoureuse).
Osborne è comunque divenuto famoso collaborando con Elton John, precisamente lavorando alla stesura dei testi dei suoi brani. Verso la fine degli anni settanta la rockstar ha infatti interrotto la collaborazione con lo storico paroliere Bernie Taupin; inizia quindi a lavorare con Gary (tutti i testi delle canzoni dell'album del 1978 A Single Man sono stati scritti da lui, e anche i testi di alcuni brani degli album 21 at 33, The Fox e Jump Up! sono firmati Osborne, più le liriche della canzone Memory of Love dell'album Leather Jackets). Cambia anche il metodo di composizione: i brani sono realizzati prima musicalmente e solo dopo viene aggiunto il testo (al contrario di quanto accadeva con Bernie). Questa partnership, tutto sommato breve (Elton si riconcilierà con Taupin pochi anni dopo), darà alla luce tre hit singles: Part-Time Love (1978), Little Jeannie (1980) e Blue Eyes (1982).
Gary collabora anche con Albert Hammond (nel suo album Somewhere in America), Lalo Schifrin e Jeff Wayne; è presente ai cori delle canzoni Sugar Baby Love e Gonna Make You A Star, mentre alcuni brani da lui composti sono registrati da artisti come Alice Cooper, Cliff Richard, Wilson Pickett, Jennifer Warnes e i Righteous Brothers.
Osborne ha recentemente provveduto alla stesura dei testi delle canzoni del primo album di Lil'Chris (inclusa la numero 3 UK Checkin' It Out).